# Meana di Susa
Meana di Susa is een gemeente in de Italiaanse provincie Turijn (regio Piëmont) en telt 950 inwoners (31-12-2004). De oppervlakte bedraagt 17,7 km², de bevolkingsdichtheid is 54 inwoners per km².

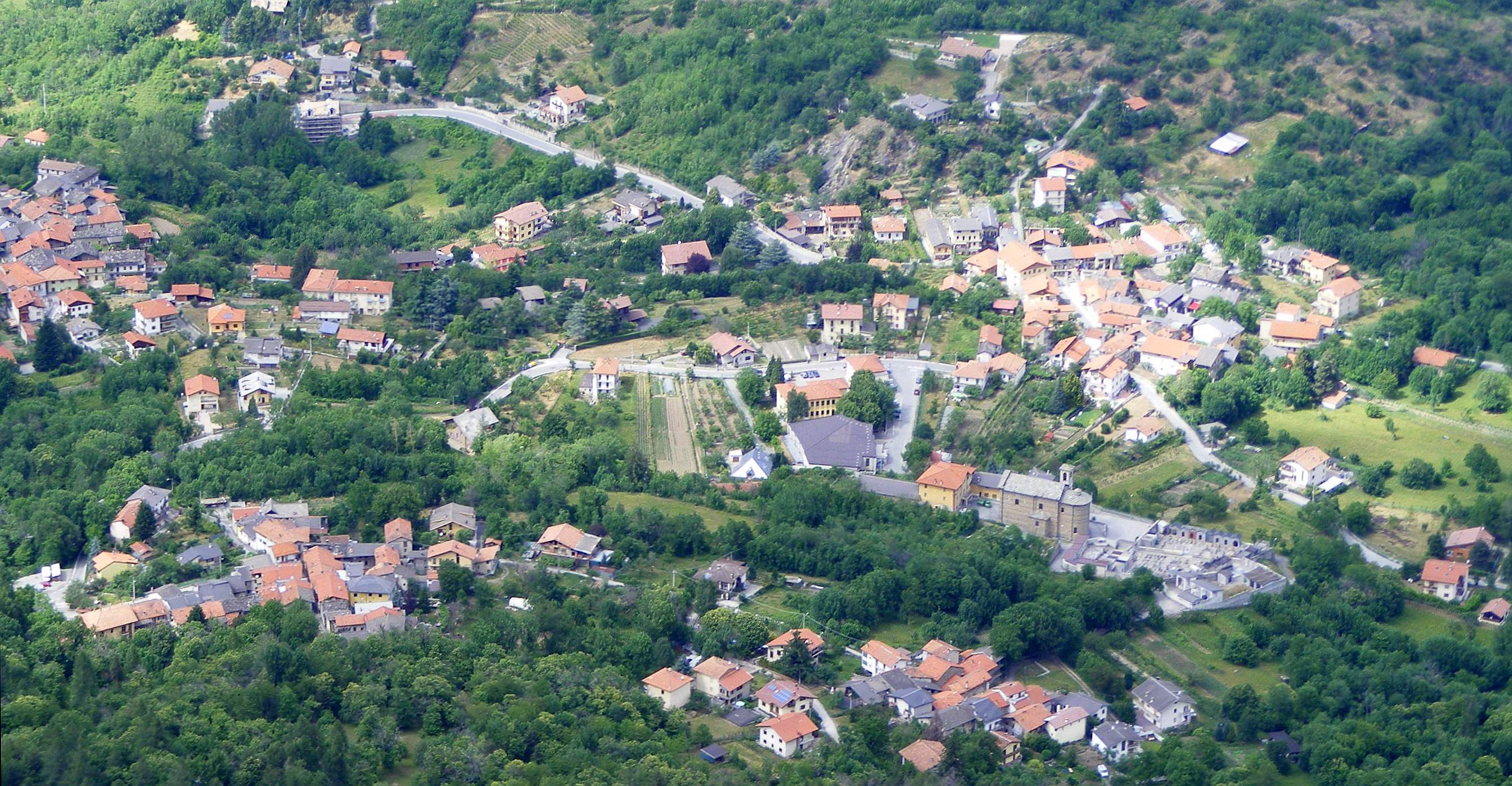
Meana di Susa
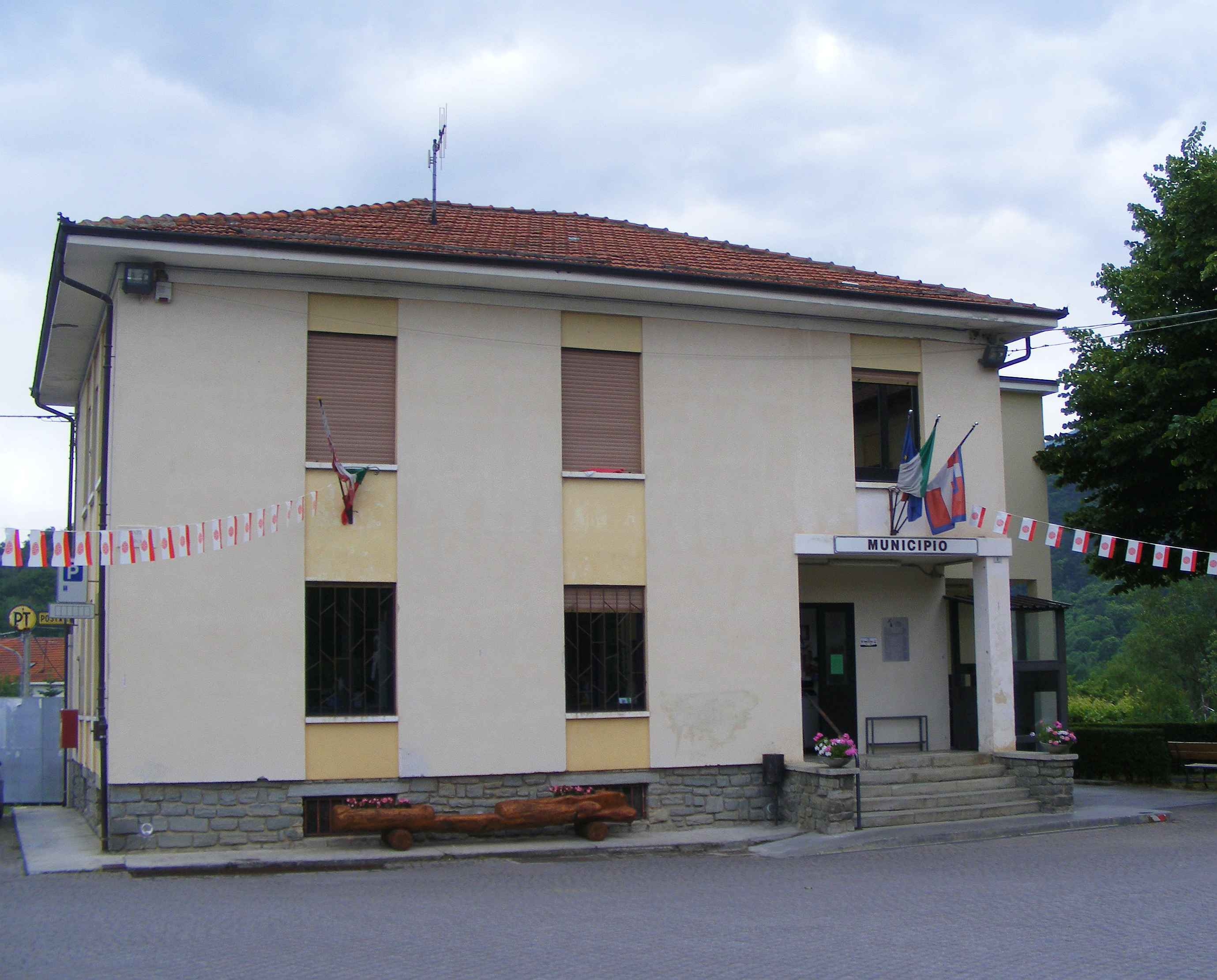
Gemeentehuis

## Demografie
Meana di Susa telt ongeveer 489 huishoudens. Het aantal inwoners steeg in de periode 1991-2001 met 7,3% volgens cijfers uit de tienjaarlijkse volkstellingen van ISTAT.
| Jaar | Inwoneraantal |
| ---- | ------------- |
| 1991 | 858           |
| 2001 | 921           |

## Geografie
Meana di Susa grenst aan de volgende gemeenten: Susa, Gravere, Mattie, Usseaux, Fenestrelle.
1. ↑  https://demo.istat.it/?l=it.